# St. Ägidius (Putting)
Die denkmalgeschützte römisch-katholische Kapelle St. Ägidius befindet sich in Putting, einem Gemeindeteil der niederbayerischen Gemeinde Buchhofen im Landkreis Deggendorf. Das Patrozinium des namengebenden Sankt Ägidius wird am 1. September, dem Ägidiustag, gefeiert. Die Kapelle gehört zum Dekanat Osterhofen und dem Pfarrverband Isarhofen im Bistum Passau.

## Baulichkeit
Die Kapelle ist ein zweijochiges, mit Kreuzgewölben überdecktes Kirchenschiff mit einer halbrunden Chornische. Die zwei barocken Fenster auf beiden Seiten sind oben und unten halbrund ausgeführt. Am Chor befinden sich ungegliederte Strebepfeiler. Der aufgesetzte Dachreiter hat ein viereckiges Untergeschoss und ein abgekantetes Obergeschoss. Er ist mit einem Spitzhelm über vier Dreiecksgiebeln gedeckt. Dieser ist mit der Jahreszahl 1846 versehen. In ihm befindet sich auch eine Kirchenuhr.

## Geschichte
In einer Übergabeurkunde vom 6. Mai 1621 für den Thomas Gilgmaier wird eine Maria Gilgmeier „weilent Egidien Gilgmairs zu Putting seelig hinderlassene Tochter“ genannt. Dieser damals bereits verstorbene Egidius Gilgmair wird als Erbauer dieser Kapelle angesehen.

## Innengestaltung
Der Altar stammt aus der Mitte oder der zweiten Hälfte des 17. Jahrhunderts. Der Schrein wird von Säulen flankiert. Darin befindet sich eine gotisierende bäuerliche Holzfigur des hl. Ägidius. Unter seitlich angebrachten Baldachinen stehen die Figuren des hl. Nikolaus und des hl. Erasmus. Die Kapelle enthält weitere „derbe“ Barockfiguren, u. a. eine Anna selbdritt mit der Jahreszahl 1675.